# Вианден
Вианден (на немски: Vianden; на френски: Vianden; на люксембургски: Veianen, Veinen) е община в Кантон Вианден в Люксембург с 2008 жители (на 1 януари 2017).
- Вианден
- Вианден
- Вианден